# Vlčí jezero
Vlčí jezero je antropogenní jezero, které se nachází na severovýchodním úpatí Děčínského Sněžníku na levé straně silnice mezi obcemi Maxičky a Sněžník, necelé 4 km směrem od Maxiček v okrese Děčín. Jezero má rozlohu 0,44 ha a má hladinu v nadmořské výšce 475,8 m.

## Vodní režim
Do jezera přitéká bažinatou říční deltou na jeho západním rohu Bělský potok, což je ve skutečnosti oddělená část Ostružníku tzv. umělým rozvodím (bifurkací) nacházející se cca 200 m západně od jezera. Mezitím Ostružník obtéká severně jezero a pokračuje po vrstevnici do Maxiček. Dále ještě do jezera ústí bezejmenný potok z jihu, který je také v podstatě umělou strouhou, přivádějící vodu z pramínků na východním svahu kopce zvaného Na Hvězdě (Pod Koňskou hlavou). Jezero je uzavřeno masivní hlinitou hrází dlouhou asi 125 m, širokou v koruně 5 m s převýšením zhruba 1,5 m nad hladinou. V její severní snížené části je zděná propusť, kterou voda z jezera odtéká.

## Historie
Jezero není přírodního původu. Je to ve skutečnosti bývalý rybník Neustallteich, u něhož bylo dalšími úpravami zrušeno stavidlo. Od této doby funguje tato vodní nádrž v režimu průtokového jezírka. Rybník Neustallteich je doložený z konce 16. století, tj. z doby, kdy zde hospodařili rytíři z Bünau. Jeho původní účel není znám, ale název Neustallteich, což znamená "Rybník u nové stáje", svádí k domněnce, že sloužil k zadržování vody k napájení dobytka. Nové pojmenování je vykládáno jako, že slovo "vlčí" znamená zdivočelý, zvlčilý, čili "Zdivočelý rybník". Dalším výklad jména se datuje do léta roku 1947, kdy u tohoto rybníka tábořili skauti z tehdejšího bynovského oddílu. Rybník se stal oblíbeným místem "smečky vlčat", kteří mu začali přezdívat Vlčí jezírko.

## Umělé rozvodí

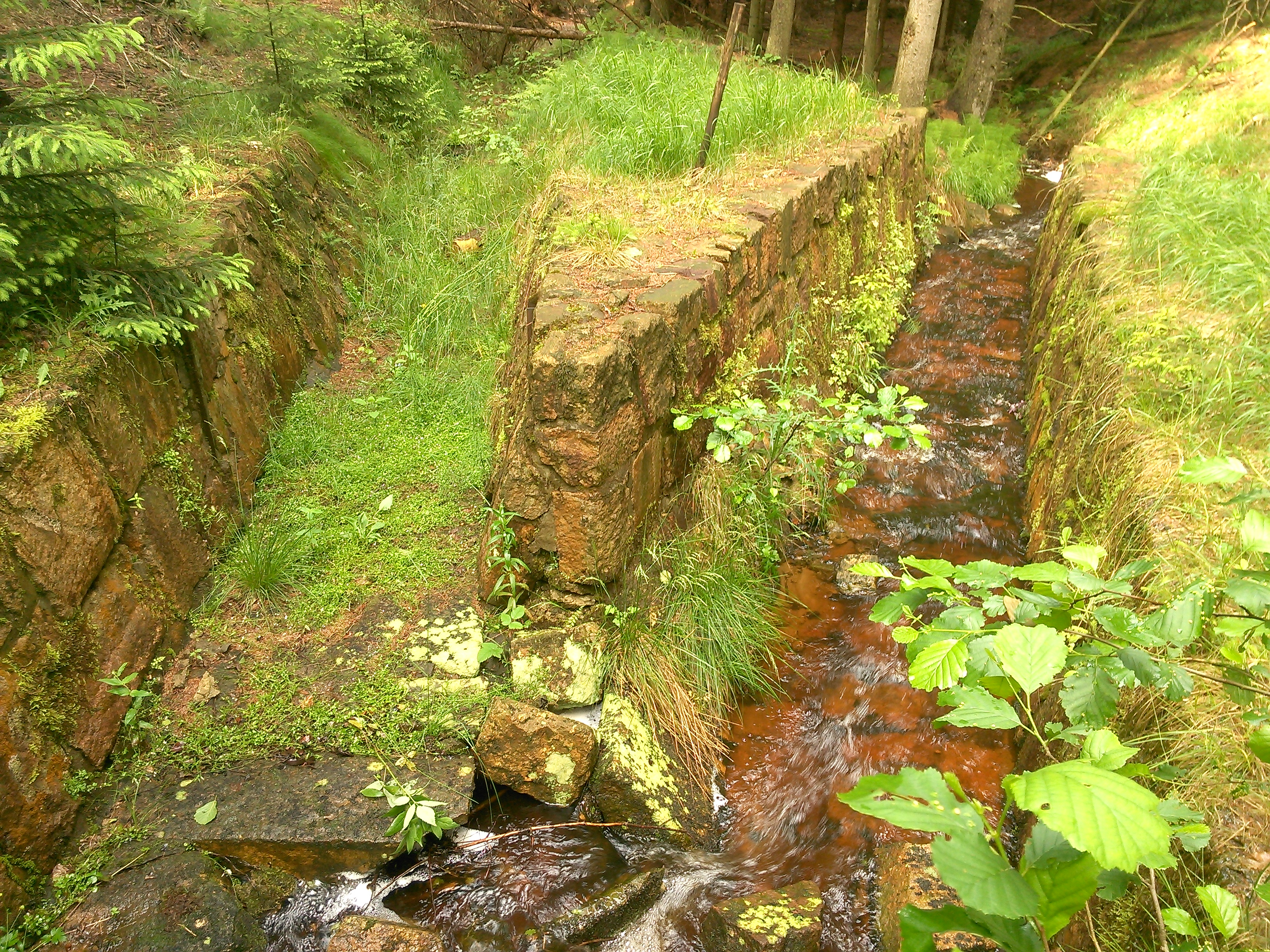
Umělé rozvodí (bifurkace) na Ostružníku těsně před ústím Bělského potoka do Vlčího jezera pod Děčínským Sněžníkem

Na Ostružníku se uprostřed lesa cca 200 metrů západně před vtokem (Bělského potoka) do Vlčího jezera nachází umělé rozvodí (bifurkace), kde se tok rozděluje. Samotný Ostružník jako levá, avšak mnohem menší větev pokračuje po vrstevnici do Maxiček, zatímco Bělský potok se jako pravá, avšak mnohem mohutnější větev vlévá do Vlčího jezera.
Stavba rozvodí je bohužel ve velmi špatném stavu (rok 2017). Před několika lety došlo k poškození dna koryta, což zapříčinilo částečné zborcení a kvůli tomu většina vody (asi přes 90%) teče do Bělského potoka. Dno pravděpodobně propouští zbylé množství vody, která po cca 15 metrech opět vyvěrá v druhém korytě a proto není Ostružník od bifurkace zcela vyschlý.
Přímo k místo, které se nachází cca 130 m jižně od silnice Děčín – Sněžník (III/25852), nevede žádná cesta. Samotná stavba je už nějaký čas zarostlá vegetací a přístup k ní tudíž není úplně snadný.

## Přístup

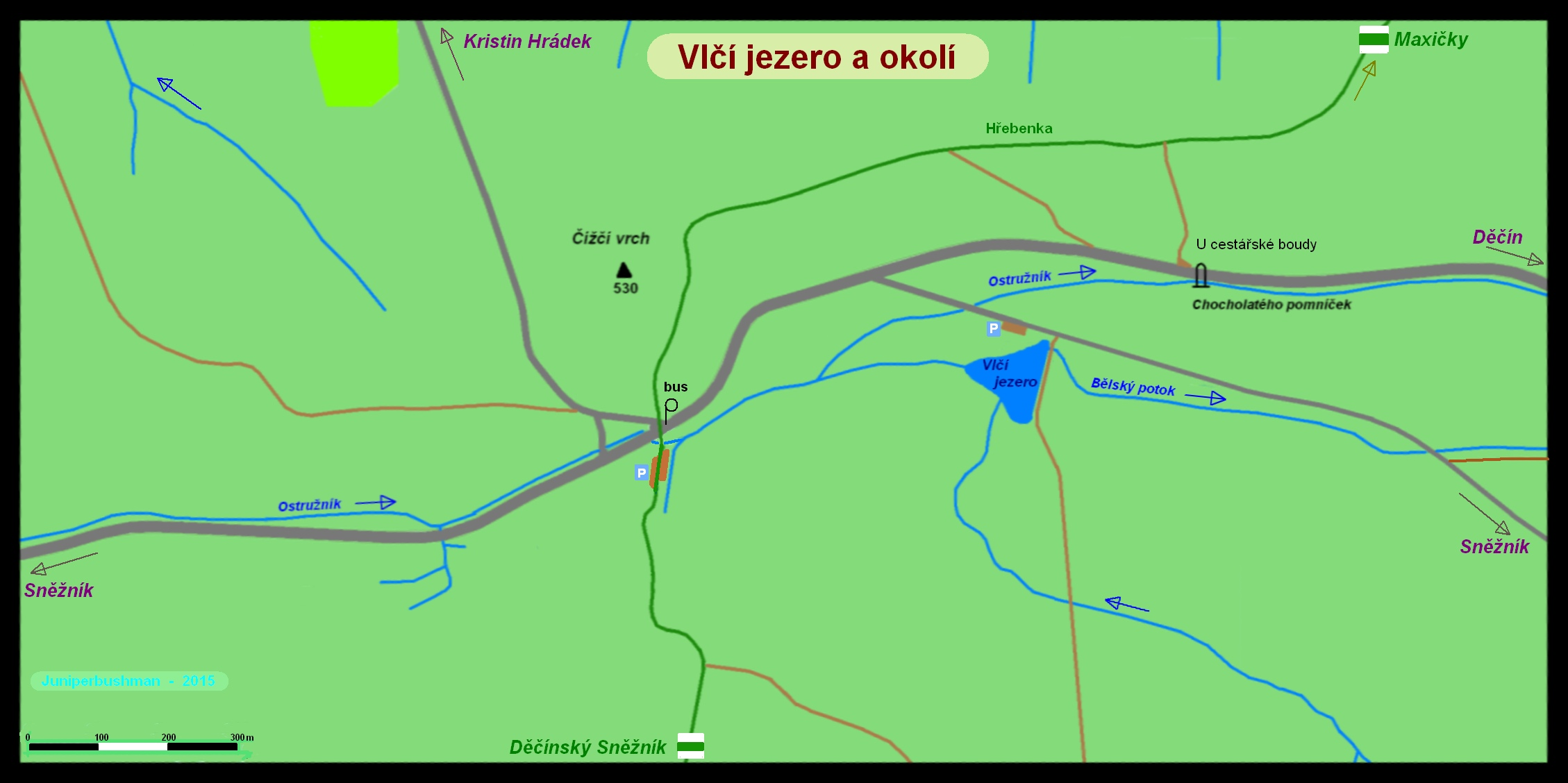
Vlčí jezero a okolí.

Jezero je vzdálené cca 700 m od křižovatky, z níž vede odbočka na Kristin Hrádek. Na této křižovatce je zastávka autobusu, malé parkoviště a přístřešek. Křižovatkou prochází zeleně značená turistická cesta z Maxiček na Děčínský Sněžník. K jezeru vede lesní silnička (cyklostezka) pokračující po východním a jižním úbočí do obce Sněžník. Vjezd pro automobily je povolen pouze k parkovišti nedaleko hráze jezera. Pod parkovištěm je palouček s lavičkami, na který navazuje malá písečná pláž. Lavičky k posezení jsou rovněž na hrázi jezera. Koupání ve vodě, která je velmi studená, znepříjemňují hojné vodní rostliny. Jezero se dá obejít po lesní pěšince.

## Okolí
Okolí jezera je porostlé smíšeným lesem s velkým zastoupením břízy a je vyhlášenou houbařskou oblastí. Rostou zde borůvky. Hladina jezera je porostlá vodními rostlinami zejména rdestem a vysazenými lekníny a můžeme na ní pozorovat kachny. V jezeře je vysazen pstruh obecný a siven americký.
Nedaleko jezera u silnice v místě zvaném "U cestářské boudy" je pomníček hajného Václava Chocholatého z Jalůvčí, který zde zahynul při havárii nákladního automobilu s dřevem 24.9.1958.

## Fotogalerie

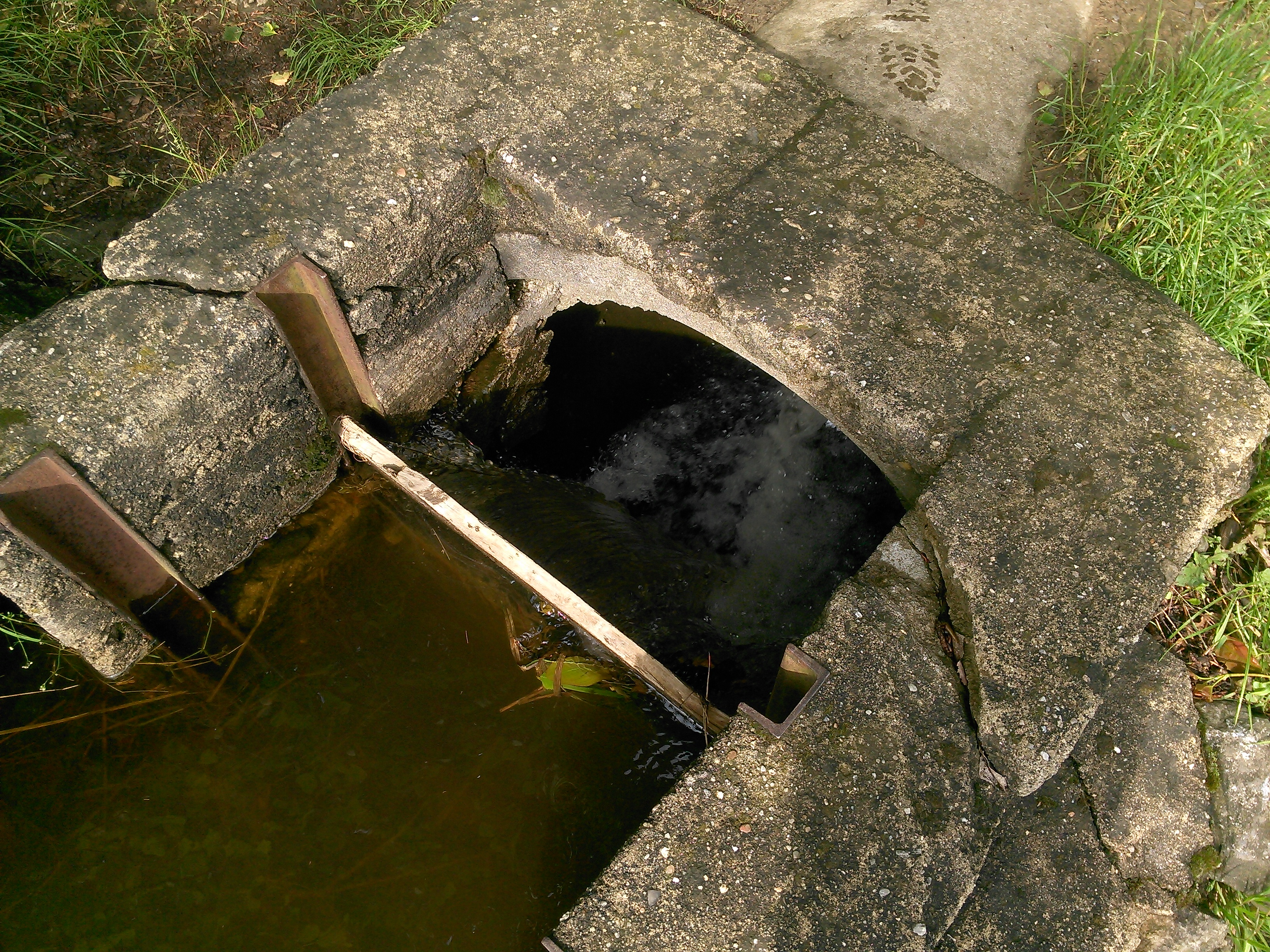
Pohled do propusti na jejím začátku.
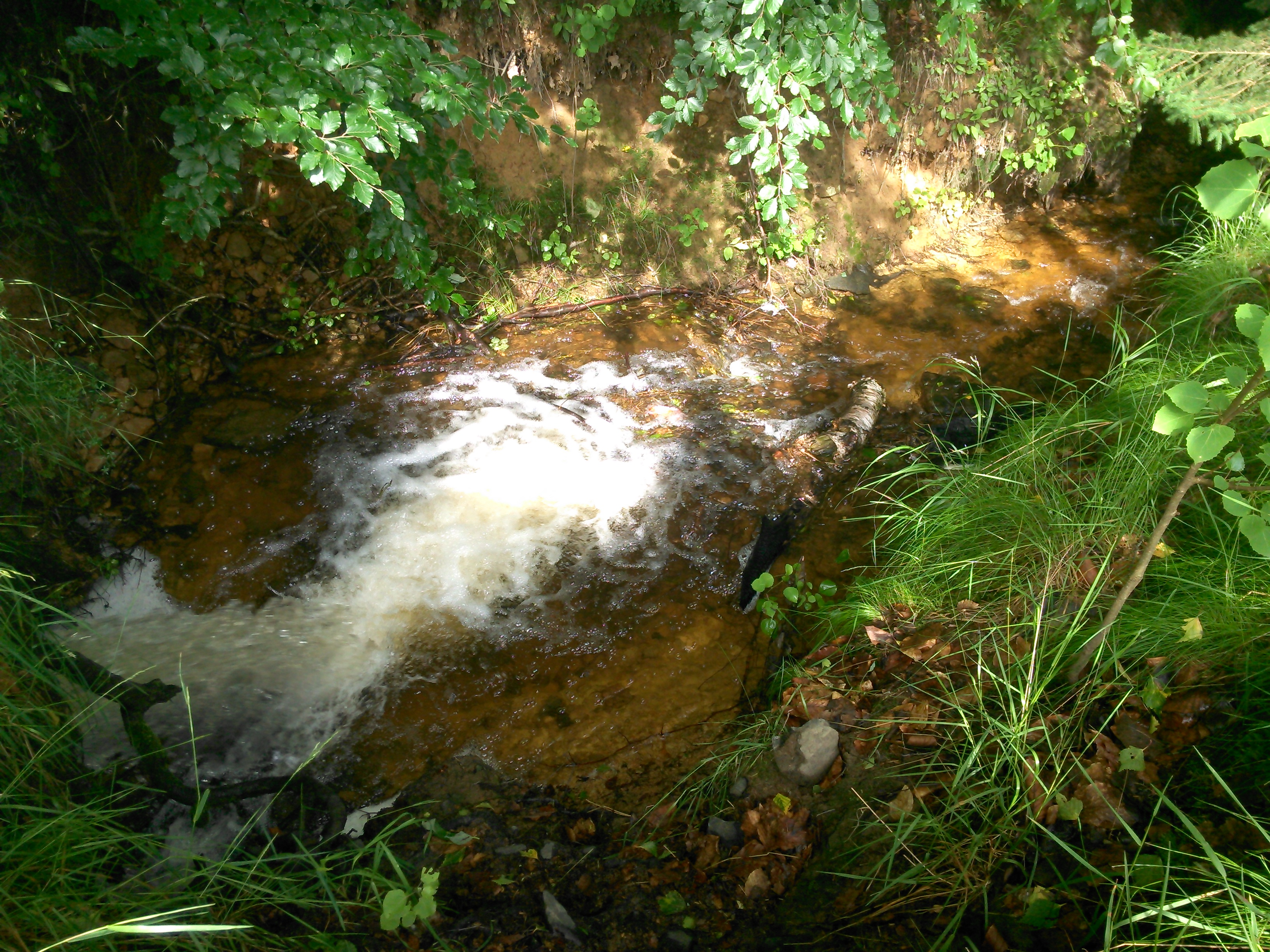
Pohled na odtékající Bělský potok padající z potrubí od propusti.
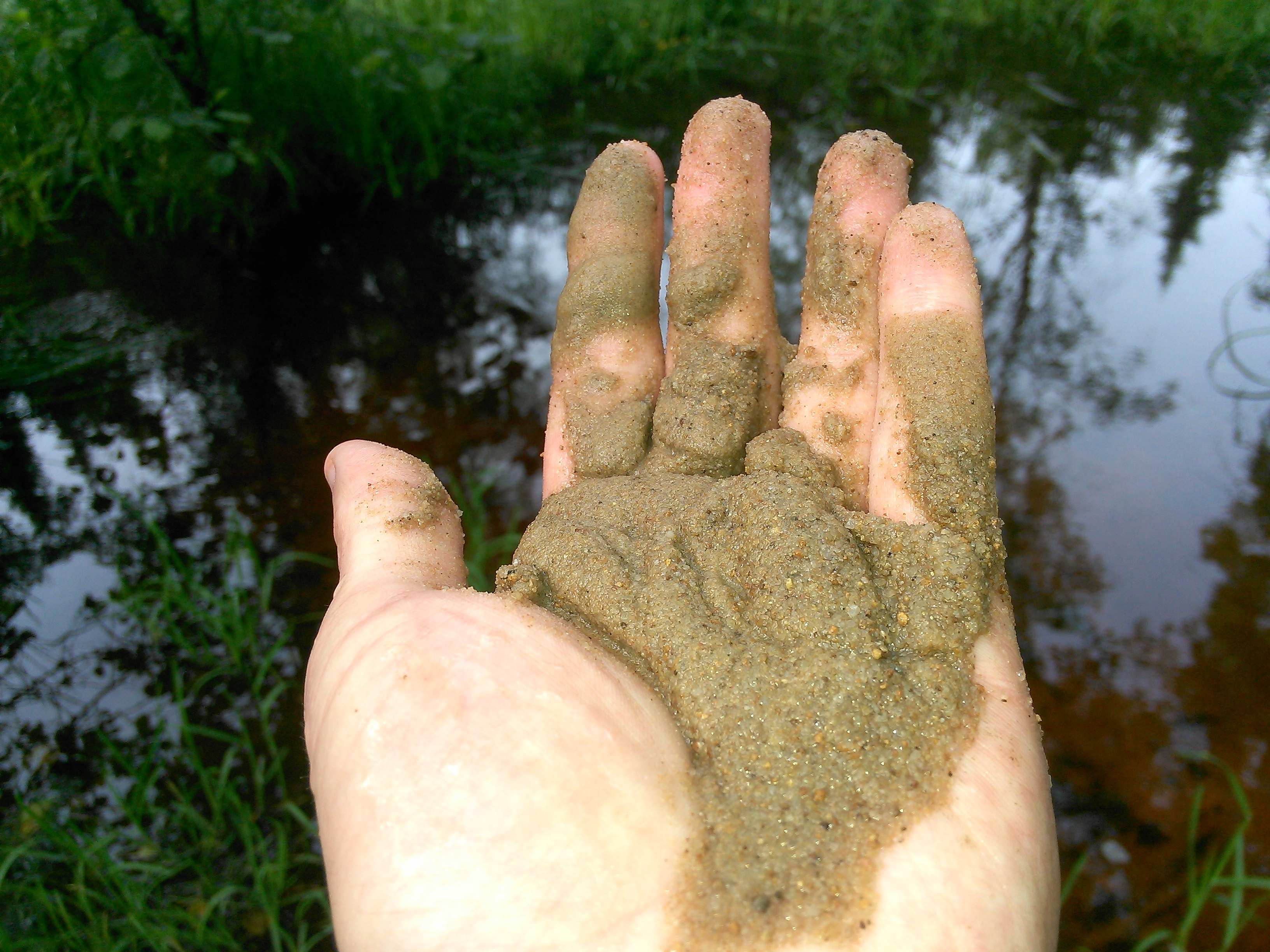
Písek z delty přitékajícího Bělského potoka, důkaz, že se nacházíme v pískovcové krajině.
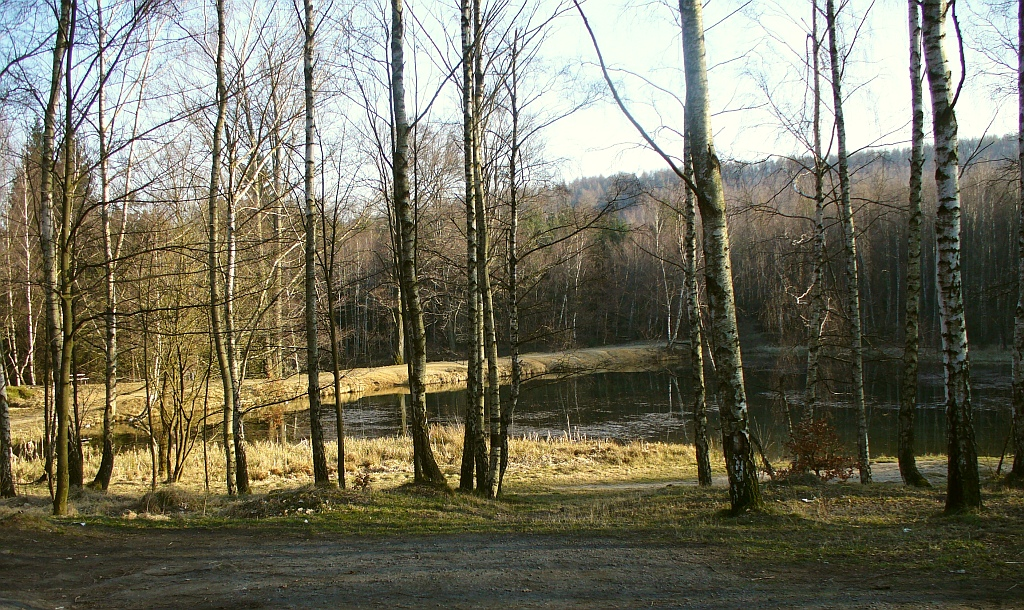
Pohled na Vlčí jezero od severu.
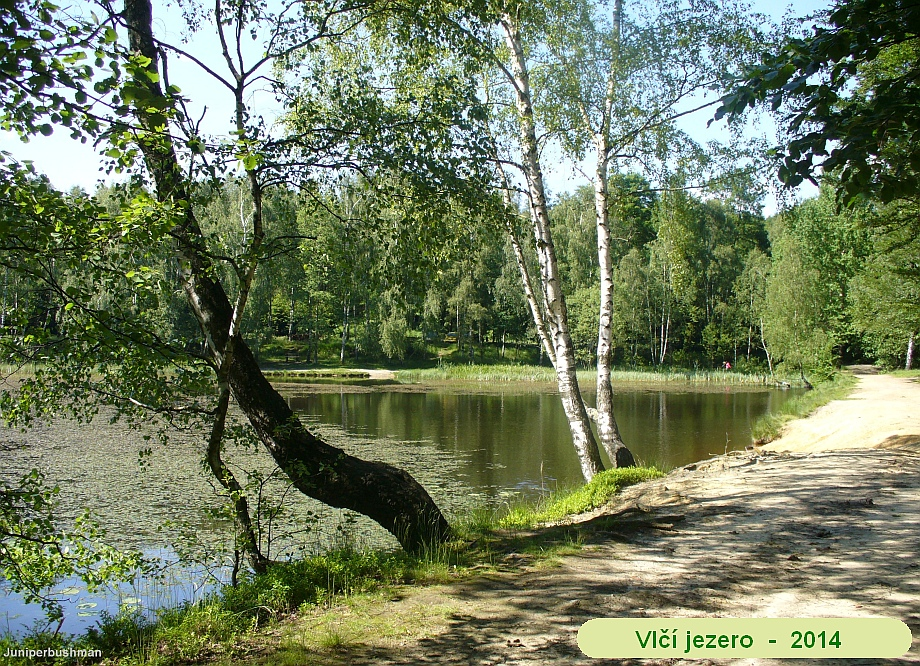
Pohled z hráze.
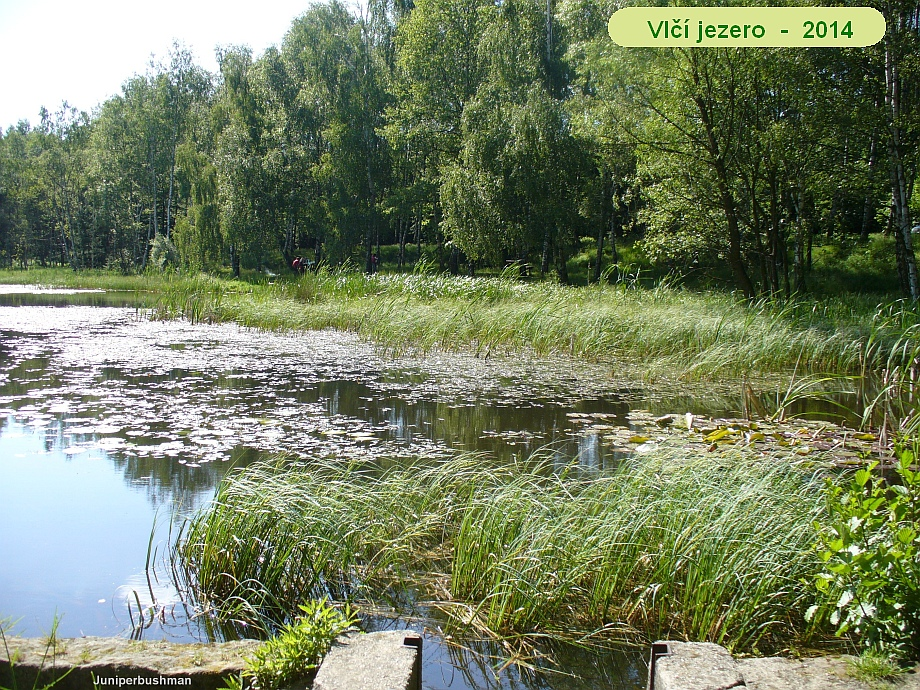
U odtoku.
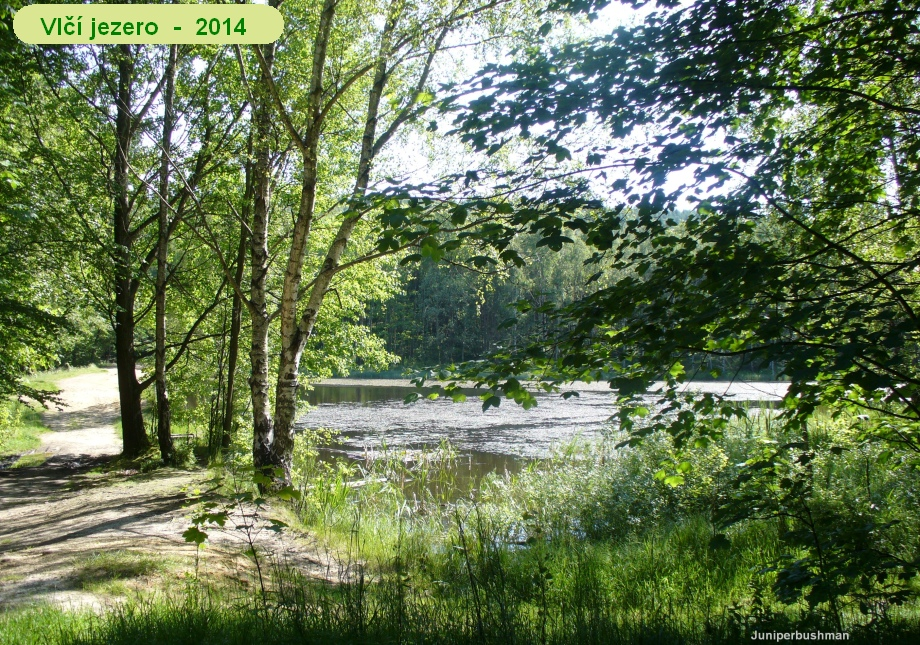
Pohled od odtoku.
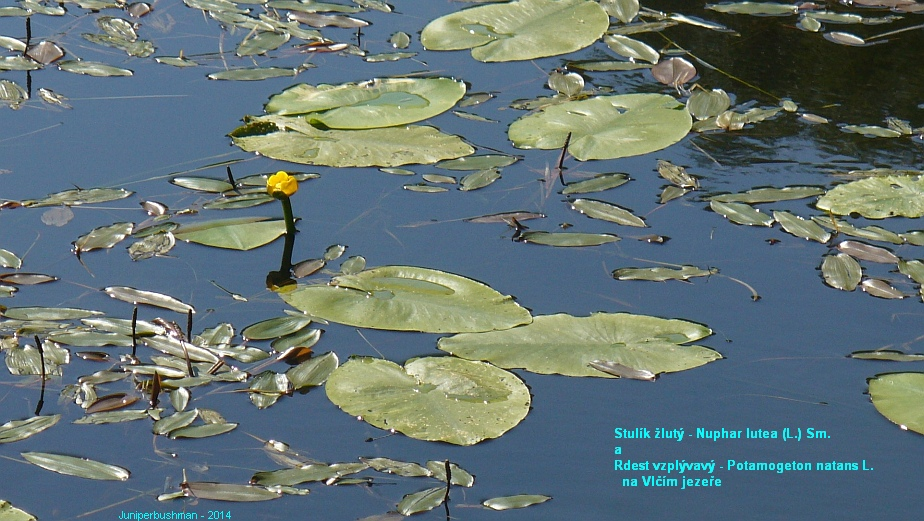
Stulík a rdest.
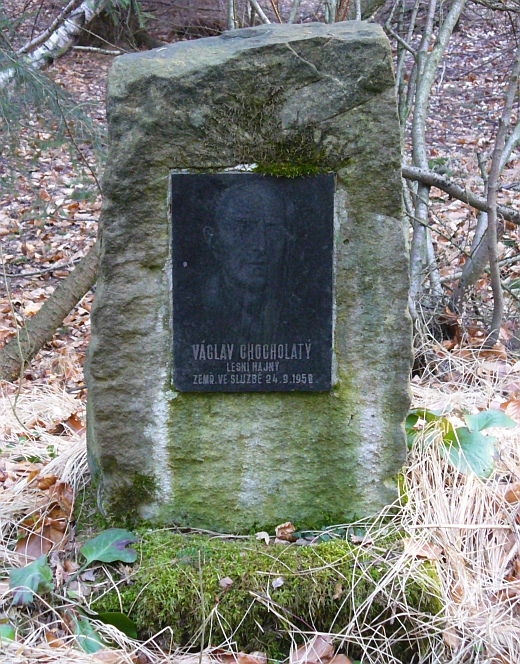
Pomníček hajného Václava Chocholatého.